# Haploporatia cervinum
Haploporatia cervinum är en mångfotingart som beskrevs av Karl Wilhelm Verhoeff 1929. Haploporatia cervinum ingår i släktet Haploporatia och familjen Mastigophorophyllidae. Inga underarter finns listade i Catalogue of Life.